# Brotfabrik Overbeck

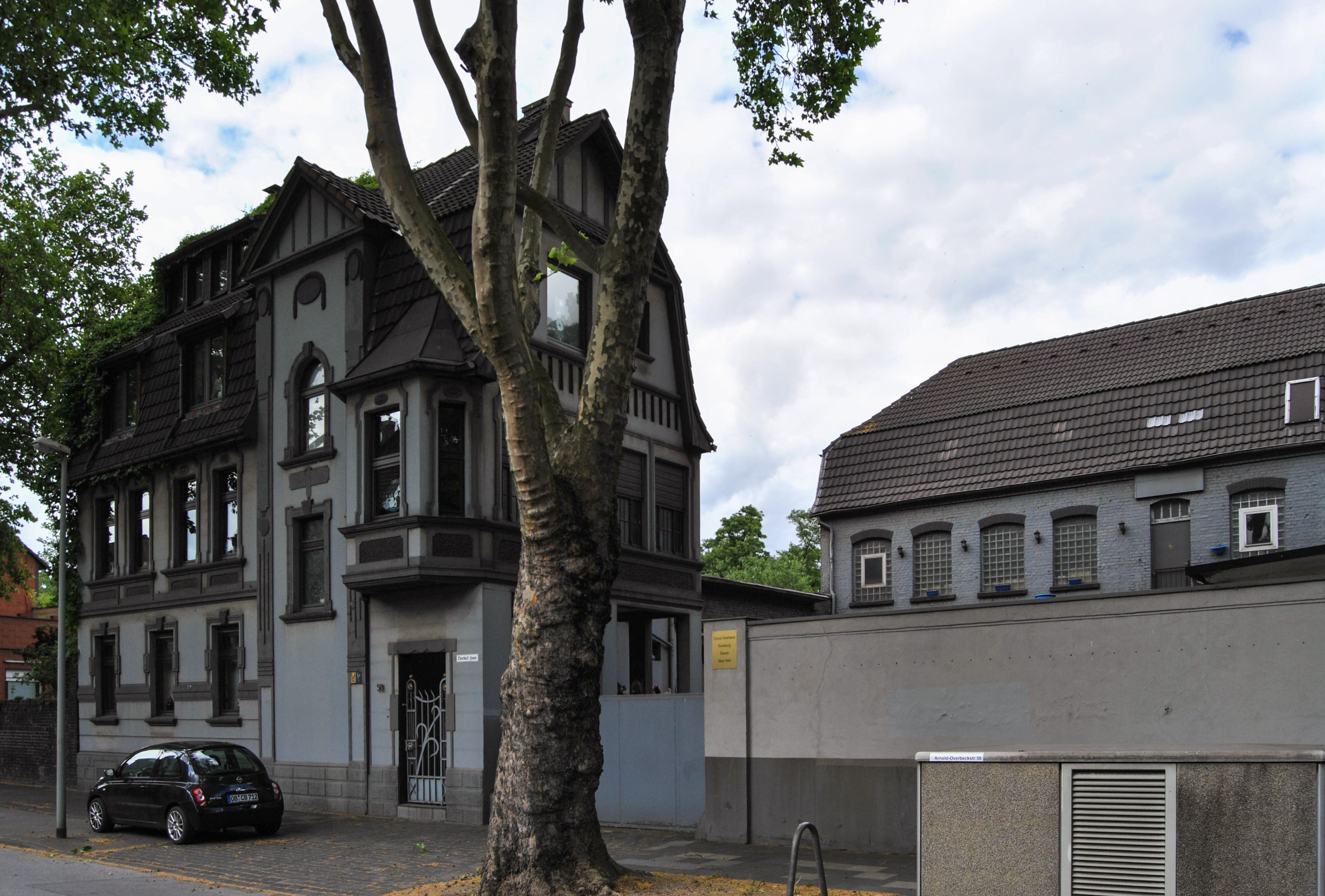
Brotfabrik Overbeck (2012)

Die  Brotfabrik Overbeck wurde im Jahr 1904 im Auftrag der Brüder Arnold und Wilhelm Overbeck durch das Baugeschäft Franz Brüggemann an der Arnoldstraße im heutigen Duisburger Stadtteil Beeck errichtet. Das Gebäudeensemble liegt heute in unmittelbarer Nähe zum Stadtteil Bruckhausen mit seinem neugeschaffenen Grüngürtel Duisburg-Nord. Zur Umsetzung des Grüngürtels gehörte auch der Ausbau der Straße „als Gewerbeerschließungsstraße im Teilabschnitt von der Friedrich-Ebert-Straße bis zur Arnold-Overbeck-Straße 58“.
Die Brotfabrik gehörte zu den ersten Gebäuden, die an der damaligen Straße gebaut wurden. Die Arnoldstraße, die erst um 1900 in ihrem heutigen Verlauf angelegt wurde, erhielt im Mai 2008 den Namen Arnold-Overbeck-Straße. Der Gebäudekomplex, der aus einer Brotfabrik mit Verwaltungstrakt, einem Wohnhaus mit Garten sowie einem Maschinenhaus besteht, bildet eine dreiflügelige Anordnung in U-Form, die zur Straße hin durch eine Mauer begrenzt wird.
Am 31. Mai 2012 wurde die Brotfabrik mit Wohnhaus und Nebengebäuden unter der Nummer 629 als Baudenkmal im Bezirk Meiderich/Beeck in die Denkmalliste der Stadt Duisburg aufgenommen.

## Entstehung

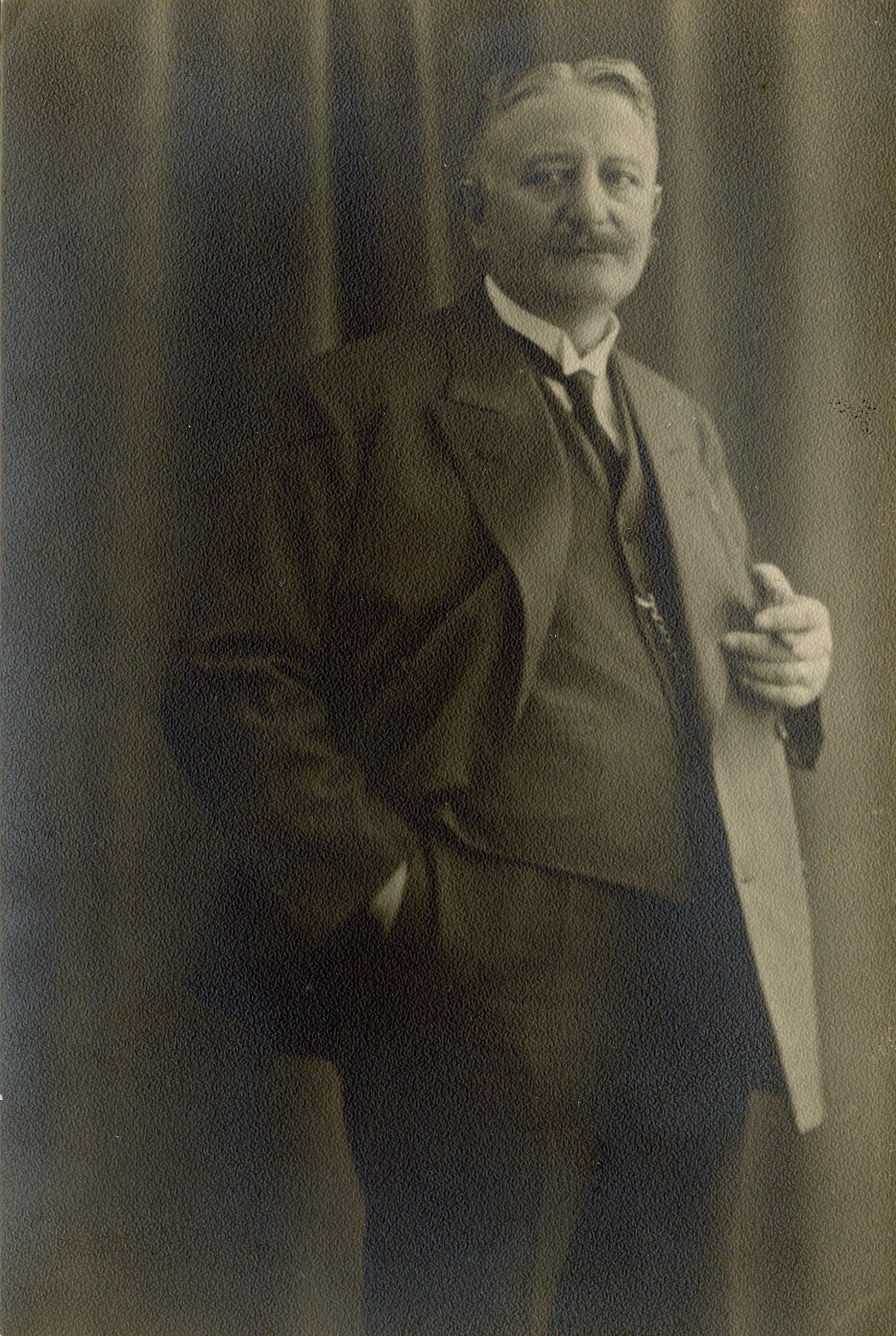
Wilhelm Overbeck, der Mitbegründer der Simonsbrotfabrik in Beeck

Die Familie Overbeck gehörte zu den alteingesessenen Familien in der Landbürgermeisterei Beeck. Der Ort war bis zur beginnenden Industrialisierung gegen Ende des 19. Jahrhunderts vornehmlich von der Landwirtschaft geprägt. Bereits im 17. Jahrhundert lässt sich eine Hofstätte (siehe die Hufe „Overbeck“ auf der Karte) nachweisen, die an der Nordseite des Baches Beeck lag und deshalb die Bezeichnung „über dem Bach“ (Averbeeck, Overbeeck) erhielt. Spätere Mitglieder der Familie Overbeck sind als Landwirte und Kaufleute nachweisbar. Durch die übliche Einheirat in verschiedene Beecker Bauernfamilien (Bongard, Weyacker/Wieacker) vergrößerte sich der Grundbesitz der Overbecks in den folgenden Jahrzehnten beträchtlich. Bereits um 1900 betrieben die Brüder Arnold und Wilhelm Heinrich Overbeck (10. Juni 1875–2. Januar 1940) eine Simonsbrotbäckerei in Düsseldorf. Das nach dem völkischen Lebensreformer Gustav Simons benannte Brot war ein Vollkornbrot aus Malzkorn und eine Reaktion auf die immer stärker werdende industrialisierte Nahrungsmittelproduktion. Dementsprechend galt das Reformbrot als sehr bekömmlich und nahrhaft. Wilhelm Overbeck heiratete Sibylla Elise (8. Oktober 1877–1. Oktober 1929), die aus der Bauernfamilie Wieacker stammte. Der Ehe entsprangen vier Kinder. Die beiden Töchter Margarete (* 12. November 1901) und Helene (* 23. Juli 1903) heirateten wiederum in die Brotfabrikantenfamilie im Brahm ein, die in Duisburg-Marxloh eine Brotfabrik errichteten.
Dass die Brüder Overbeck kurz nach 1900 auch in der Landbürgermeisterei Beeck eine Simonsbrotbäckerei eröffneten, hängt mit der industriellen Entwicklung des bis dato von der Landwirtschaft geprägten Raumes zusammen. Nachdem August Thyssen (1842–1926) im Jahr 1891 verkündete, dass sich alle Anteile der Hamborner Bergwerksgesellschaft „Gewerkschaft Deutscher Kaiser“ in seinem Besitz befinden, wurde noch im Dezember des Jahres das neue Stahlwerk der Gewerkschaft eröffnet. Jenes Werk entstand in Hamborn-Bruckhausen, welches damals noch zur Landbürgermeisterei Beeck gehörte. Mit dem Ausbau der Schwerindustrie stiegen die Einwohnerzahlen stetig und damit auch die Nachfrage nach Lebensmitteln. Das Startkapital für den Bau der großangelegten Brotfabrik kam von der Thyssenhütte, die für den Ausbau ihres Hüttenwerkes sehr große Flächen benötigte. Deshalb verkaufte Overbeck im Jahr 1903 größere landwirtschaftliche Flächen an Thyssen. Zusätzlich konnte die Familie Overbeck nach dem Bau der Brotfabrik einen Exklusivvertrag mit dem Konzern aushandeln, der die Belieferung der Werkskantinen mit Backwaren über Jahre hinweg zusicherte. Zudem belieferte man zwischen 1904 und 1970 die traditionsreiche Beecker Kirmes mit Berliner Brot. Die Kirmes, die sich seit 1539 nachweisen lässt und auf das Kirchweihfest der Kirche des Oberhofs zurückgeht, gehört zu den ältesten und größten Volksfesten am Niederrhein. Zu den Mehllieferanten für die Brotfabrik zählte auch die Duisburger Küppersmühle, die heute als Museum dient und ebenfalls ein Ort der Gegenwartskunst ist. Gleich zu Beginn konzentrierte man sich in Beeck, wie schon am Düsseldorfer Standort erfolgreich praktiziert, auf die Produktion von Simonsbrot. Dabei handelte es sich um ein bekömmliches und kräftiges Vollkornbrot aus Malzkorn.

## Gebäudegeschichte

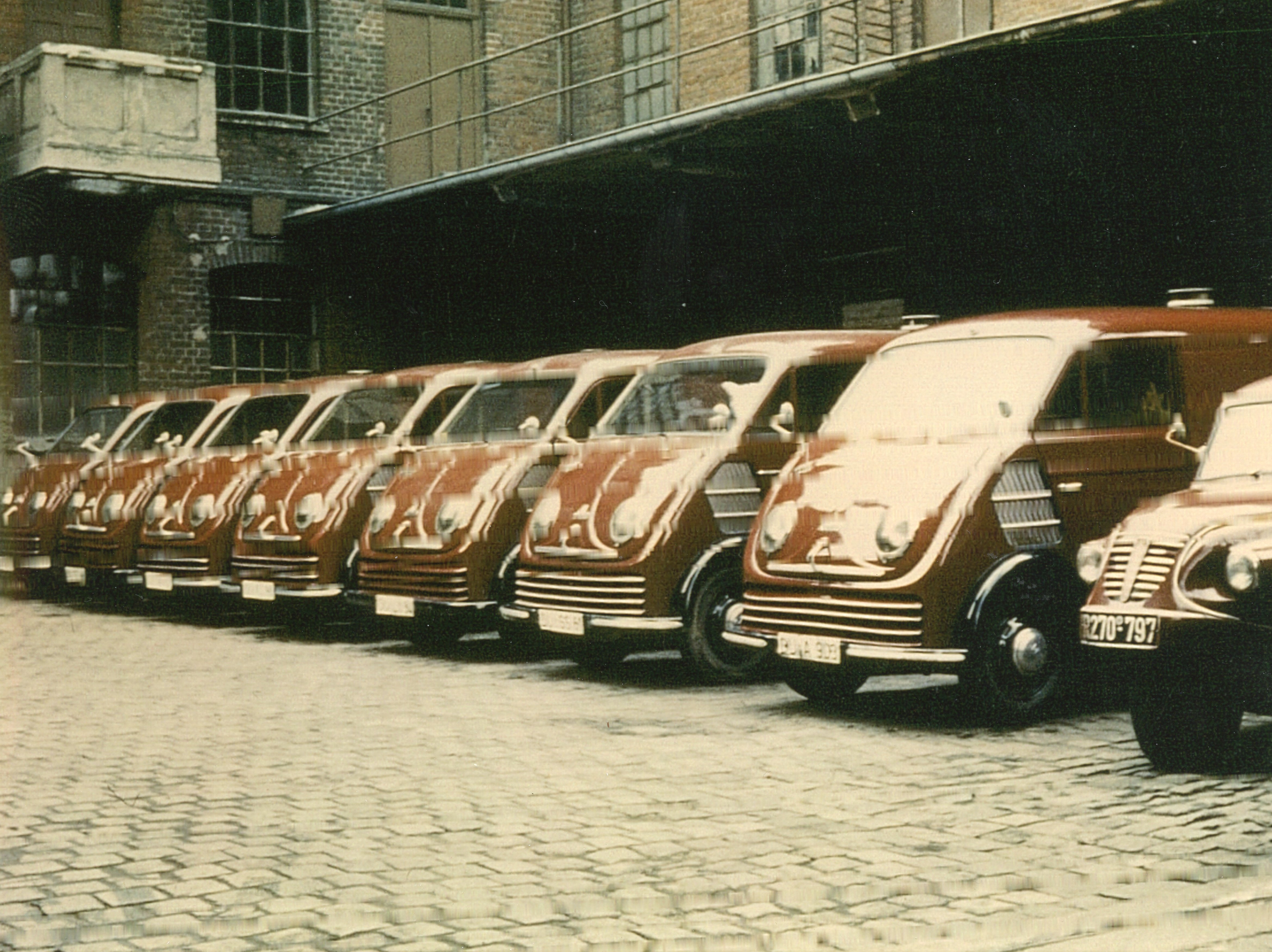
Innenhof der Brotfabrik mit Fuhrpark in den 1950er Jahren

Der Bau der Brotfabrik begann im Jahr 1904. Durch die hufeisenförmige Anordnung von Wohnhaus, Bäckerei und Verwaltungstrakt entstand ein abgeschlossener Innenhof, der späterhin als Parkplatz für die Lieferwagen der Brotfabrik genutzt wurde (siehe Foto). Zudem baute man westlich vom Wohngebäude auf einer benachbarten Parzelle einen Pferdestall.
Das markanteste Gebäude ist das an der Südwestecke des Grundstücks liegende Vorderhaus, welches ab 1913 durch umfassende Um- und Ausbauten zu einer ansehnlichen Stadtvilla umgewandelt wurde. An der Außenseite des Wohnhauses wurde ein kleiner Garten mit Springbrunnen und Stallungen angelegt. Die zweigeschossige Villa besitzt eine verputzte Fassade und ein Mansarddach. Über dem straßenseitigen Eingang erhebt sich im ersten Obergeschoss ein markanter Eckerker. Am Eingang befindet sich eine schmiedeeiserne Tür mit den Motiven Ähre und Sonnenblume. Der Eingangsbereich weist einen Laubengang auf.
Der eigentliche Bäckereitrakt schloss sich im Norden an das Vorderhaus an. Hier befand sich im Obergeschoss der Mengraum mit Getreidemühlen, von denen die Backzutaten mit Hilfe der Schwerkraft in die Knetbottige der Backstube im darunterliegenden Erdgeschoss gelangten. Die Backöfen befanden sich ursprünglich in einem separaten Gebäudeteil, der unmittelbar an die Bäckerei anschloss. Daneben befand sich der Maschinenraum. Von 1908 bis 1919 erfolgten zahlreiche Erweiterungen und Umbauten.

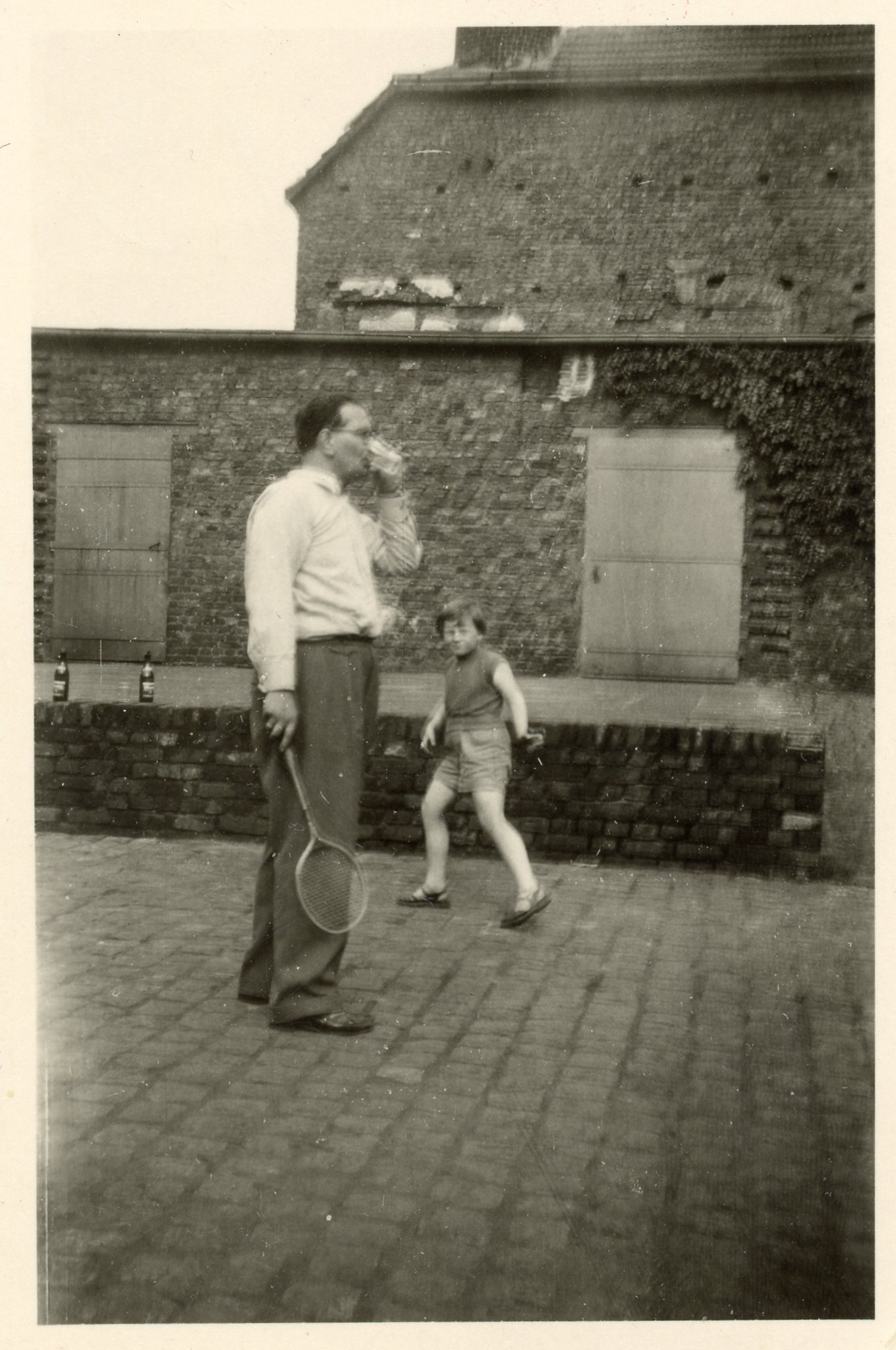
Fritz und Margret Overbeck vor der historischen Rampe, 1952

Die W. und F. Overbeck Brotfabrik mit Sitz Arnoldstraße 58 entwickelte sich in der Folge neben der im Jahr 1858 gegründeten König-Brauerei zu dem größten Arbeitgeber im Stadtteil.
Nach dem Tod von Wilhelm übernahm sein Sohn Fritz Overbeck (1. November 1912–11. September 2001) die Leitung der Brotfabrik bis zu ihrer Schließung im Jahr 1970. Als entschiedener Gegner des Nationalsozialismus nutzte Fritz Overbeck, der vom humanistischen Gedankengut geprägt war, die Brotfabrik um illegale Flugschriften zu verbreiten, die über die NS-Gräueltaten aufklärten.
Das Projekt Grüngürtel Duisburg-Nord, welches die Stadt Duisburg im Jahr 2007 beschlossen hatte,  umfasste auch das Areal um das denkmalgeschützte Bauensemble. Im Rahmen der Umgestaltung wurden auch Parzellen, die seit Jahrzehnten im Overbeckschen Besitz waren, abgetrennt und von der Stadt an einen Investor verkauft. Der anschließende Bau einer  TÜV-Prüfstelle auf einem unmittelbar angrenzenden Grundstück führte zu massiven Bauschäden an der denkmalgeschützten Brotfabrik.

## Die Brotfabrik als Atelier und Ort für Kunst und Kultur
Von 1995 bis 1999 nutzte der Urenkel des Firmengründers, der Künstler Cyrus Overbeck (* 1970), das Fabrikgebäude als Atelier und Schauplatz für Kulturabende., Zu diesem Zweck wurde eigens die „Gesellschaft zur Förderung der Künste und historischen Forschung in der Alten Brotfabrik“ gegründet.
Nach einer längeren Pause und einer zwischenzeitlichen Rückkehr ist Overbeck seit 2018 wieder künstlerisch in der Brotfabrik tätig und nutzt sie als Atelier.
In den historischen Räumlichkeiten der Brotfabrik finden zudem Ausstellungen, Konzerte, Vorträge, Lesungen und Theateraufführungen statt.
Im Jahr 2021 diente die Brotfabrik als Veranstaltungsort für das Projekt „Aspekte jüdischen Lebens im Duisburger Norden zwischen Industrialisierung und bürgerlicher Gesellschaft - Einst und Jetzt“. Ein Konzertabend mit dem Klezmer-Musiker Giora Feidman eröffnete die Veranstaltung. Das Projekt, welches der Heimatverein Hamborn in Kooperation mit Overbeck durchgeführte, wurde mit dem Heimat-Preis des Landes NRW ausgezeichnet.
Im Rahmen der 43. Duisburger Akzente fand in der Rubrik Theater auch eine Veranstaltung in der Brotfabrik statt. Aufgeführt mit Musikbegleitung wurde das szenische Live-Hörspiel „Rose“ von Martin Sherman, das eigens zu einer hörspieltauglichen Fassung umgearbeitet worden war. Umrahmt wurde die Aufführung von der begehbaren Rauminstallation THE WAR II von Overbeck, „die den bisher wenig beachteten Zusammenhang aufzeigte, dass für die vom Nationalsozialismus verfolgten Menschen jeder Luftangriff die Hoffnung auf eine baldige Befreiung aufrechterhielt.“